# 竹下敬介
竹下 敬介（たけした けいすけ、1978年9月15日 - ）は、日本のラグビーユニオン指導者。現在専大玉名高校ラグビー部監督を務めている。

## プロフィール
- 熊本県出身[1]。
- 現役時代のポジションはセンター(CTB)。

## 来歴
熊本西高校、筑波大学、神戸製鋼コベルコスティーラーズ、ワールドファイティングブルを経て、2009年、専大玉名高校ラグビー部監督に創部と同時に就任。
2021年、専大玉名高校を花園初優勝に導く。